# Stygasellus phreaticus
Stygasellus phreaticus är en kräftdjursart som först beskrevs av Claude Chappuis 1943B.  Stygasellus phreaticus ingår i släktet Stygasellus och familjen sötvattensgråsuggor. Inga underarter finns listade i Catalogue of Life.